# Eveline Schönfeld
Eveline Schönfeld (* 9. April 1998 in Papenburg) ist eine deutsche Filmregisseurin und Drehbuchautorin.

## Leben
Schönfeld wuchs in Weener (Ostfriesland) auf. Sie widmete sich bereits im Alter von 8 Jahren den ersten Schnittprogrammen und fokussierte sich auf das Filmemachen. Während ihres Regiestudiums an der Hochschule Macromedia in Köln sammelte sie erste Seterfahrung und arbeite u. a. als Regieassistentin am Set von Alexander Waldhelm. Ihr erster Kurzfilm Sei der Frosch! (2018) wurde deutschlandweit auf Festivals gezeigt und nominiert für die Bamberger Kurzfilmtage 2019, das Filmschoolfest Munich 2019, die Hammer Kurzfilmnächte 2019, das 7. Eat my shorts! Festival 2019 und war Teil des Programms vom Dokfenster 2019.
Durch ihre Auszeichnung beim „Eat my Shorts! Festival“ 2019 mit dem Adam Award qualifizierte sie sich für die Jury beim Festival 2021. Auch beim Blende Eins Kurzfilmfestival 2022 war sie Teil der Festival Jury.
Ihr Science-Fiction-Kurzfilm Auswildern mit Jytte-Merle Böhrnsen und Moritz Leu in der Hauptbesetzung wurde durch das Künstlerstipendium vom Ministerium für Wirtschaft und Kultur NRW gefördert.
Aktuell arbeitet sie an der Verfilmung des Spiegel-Bestsellers von Rüdiger Maas mit dem Titel Generation Lebensunfähig – wie unsere Kinder um ihre Zukunft gebracht werden.

## Filmografie (Auswahl)
- 2018: Sei der Frosch! Dokumentarischer Kurzfilm, Produktion, Regie
- 2022: Auswildern Science Fiction Kurzfilm[7]
- 2022: Pfefferspray Musikvideo

## Auszeichnungen und Stipendien
- 2017–2020 Exzellenzstipendium Hochschule Macromedia
- 2019 Jurypreis „Goldener Adam“ beim Eat My Shorts – Hagener Kurzfilmfestival für „Sei der Frosch!“[8]
- 2019 Volker Rodde Förderpreis für „Sei der Frosch!“[9]
- 2019 Publikumspreis „Macromedia Werkschau“ für „Sei der Frosch!“
- 2022 und 2021 Künstlerstipendium Ministerium für Kultur und Wissenschaft NRW für „Auswildern“ und „Pfefferspray“